# Tudom, mit tettél tavaly nyáron (film, 1997)
A Tudom, mit tettél tavaly nyáron (eredeti cím: I Know What You Did Last Summer) 1997-ben bemutatott amerikai tinihorror Ryan Phillippe, Freddie Prinze Jr., Jennifer Love Hewitt és Sarah Michelle Gellar főszereplésével, a Tudom, mit tettél tavaly nyáron-trilógia első része. A film számos jelenetét és annak szereplőit a Horrorra akadva, avagy tudom, kit ettél tavaly nyárson, a Horrorra akadva 2. és a Sípolj, ha tudod mit nyeltél tavaly disznóvágáskor című filmekben kiparodizálták.

## Cselekmény
Négy fiatal, Barry (Ryan Phillippe), Ray (Freddie Prinze Jr.), Helen (Sarah Michelle Gellar) és Julie (Jennifer Love Hewitt) az érettségi bankettjük éjjelén a tengerparton szórakoznak, majd hazafelé tartva elgázolnak egy ismeretlen alakot. A fiatalok pánikba esnek és úgy döntenek, nem szólnak a rendőrségnek, hanem eltüntetik a holttestet. Mielőtt azonban a tengerbe dobnák, az ismeretlen alak magához tér. Julie-t nyomasztja a bűntudat, hogy valakit megöltek, de mégis megesküdnek egymásnak, hogy a titkot a sírba viszik.
Eltelik egy év, Julie Bostonban tanul tovább, a nyári szünetben azonban hazalátogat a kis tengerparti halászfaluba, ahol egy rejtélyes levél fogadja: „Tudom, mit tettél tavaly nyáron...” („„I know what you did last summer””). Julie felkeresi volt barátait és a levélíró „nyomába erednek”. Valaki látta őket akkor éjjel... Valaki tudja, mi történt... De vajon ki? És miért pont most bukkant fel?
Julie elmondja társainak, hogy az újságban olvasta: a férfit, akit megöltek, David Egennek hívták, három hét múlva talált rá a holttestére egy halászhajó. Mindenki azt hitte, hogy baleset áldozata lett, így az ügyet lezárták. Helen és Julie felkeresik Egen testvérét, akitől megtudják, hogy nem sokkal David halála után egy bizonyos Billy Blue ellátogatott hozzá, hogy részvétét fejezze ki David halála miatt. A csapat Billy után kezd nyomozni. Közben a rejtélyes levélíró folyamatos rettegésben tartja a fiatalokat, és egy halászruhába bújva áldozatait szedi... Max, Barry, egy rendőr, Elza és Helen...
Miközben az egész falu július 4-ét ünnepli, Julie ismét ellátogat Missy-hez, David testvéréhez, akitől megtudja, hogy David valójában öngyilkos lett menyasszonya, Susie miatt, akinek a haláláért az egész falu őt hibáztatta. Még egy búcsúlevelet is hagyott: „Sosem felejtem el a tavaly nyáron történteket...” („I will never forget last summer”). Julie megpróbálja elmagyarázni Missy-nek, hogy ez nem búcsúlevél, hanem egy fenyegetés, amit a testvérének szántak. Davidet tehát valaki meggyilkolta. De vajon ki? És akkor a fiatalok vajon kit gázoltak el?
Julie a könyvtár archívumában talál egy cikket, ami minden rejtélyt megold... Susie-nak egyetlen rokona volt, az apja, Benjamin, egy helyi halász...
Benjamin nem tudta feldolgozni lánya, Susie halálát, ezért megölte a lány vőlegényét, Davidet ugyanazon a helyen, ahol egy évvel korábban Susie is meghalt, és ugyanazon a helyen, ahol nem sokkal később a fiatalok elgázolták és a tengerbe dobták. A férfi azonban életben maradt és elhatározta, hogy bosszút áll „gyilkosain”. A film végén az is kiderül, hogy Billy Blue valójában Ray, aki nem bírt a lelkiismeretével, és ezért kereste fel álnéven Egan testvérét, Missy-t.
A zárójelenetben a gyilkos a tengerbe zuhan, de a holttestét nem találják meg a kiérkező rendőrök...
Julie a nyári szünet végén visszatér Bostonba, ahol a kollégium fürdőjéből kilépve egy üzenetet talál a bepárásodott ajtón: „Még mindig tudom...” („I still know”).

## Szereplők
| Szerep               | Színész               | Magyar hang         |
| -------------------- | --------------------- | ------------------- |
| Barry William Cox    | Ryan Phillippe        | Kálloy Molnár Péter |
| Ray Bronson          | Freddie Prinze Jr.    | Markovics Tamás     |
| Julie James          | Jennifer Love Hewitt  | Szénási Kata        |
| Helen Shivers        | Sarah Michelle Gellar | Huszárik Kata       |
| Benjamin Willis      | Muse Watson           | Rudas István        |
| Elsa Shivers         | Bridgette Wilson      | Kiss Virág          |
| Melissa "Missy" Egan | Anne Heche            | Kiss Eszter         |
| Max                  | Johnny Galecki        | Janovics Sándor     |
| Deb                  | Rasool J'Han          | Timkó Eszter        |

## Filmzene
1. Kula Shaker – "Hush"
2. Type O Negative – "Summer Breeze"
3. The Offspring – "D.U.I."
4. Green Apple Quick Step – "Kid"
5. L7 – "This Ain't The Summer Of Love"
6. Soul Asylum – "Losin' It"
7. Toad the Wet Sprocket – "Hey Bulldog"
8. Southern Culture on the Skids – "My Baby's Got The Strangest Ways"
9. The Din Pedals – "Waterfall"
10. Our Lady Peace – "Clumsy"
11. Flick – "One Hundred Days"
12. Goatboy – "Great Life"
13. Hooverphonic – "2Wicky"
14. Adam Cohen – "Don't Mean Anything"
15. Korn – "Proud"
16. Jimmie Thompson – "Beautiful Girl"
17. "Fame"

## Díjak és jelölések
| Év   | Díj                             | Kategória                                           | Jelölt                | Eredmény |
| ---- | ------------------------------- | --------------------------------------------------- | --------------------- | -------- |
| 1998 | ASCAP Award                     | Top Box Office Films                                | John Debney           | Elnyerte |
| 1998 | Saturn Award                    | Legjobb horrorfilm                                  |                       | Jelölve  |
| 1998 | Blockbuster Entertainment Award | Kedvenc új színésznő                                | Jennifer Love Hewitt  | Elnyerte |
| 1998 | Blockbuster Entertainment Award | Kedvenc női mellékszereplő – Horror                 | Sarah Michelle Gellar | Elnyerte |
| 1998 | Blockbuster Entertainment Award | Kedvenc színész – Horror                            | Freddie Prinze Jr.    | Jelölve  |
| 1998 | Blockbuster Entertainment Award | Kedvenc színésznő – Horror                          | Jennifer Love Hewitt  | Jelölve  |
| 1998 | Blockbuster Entertainment Award | Kedvenc férfi mellékszereplő – Horror               | Ryan Phillippe        | Jelölve  |
| 1998 | IHG Award                       | Legjobb Film                                        |                       | Jelölve  |
| 1998 | MTV Movie Award                 | Legjobb áttörő alakítás                             | Sarah Michelle Gellar | Jelölve  |
| 1998 | Young Artist Award              | Legjobb alakítás játékfilmben – Fiatal színésznőtől | Jennifer Love Hewitt  | Jelölve  |